# Lijst van voetbalinterlands Angola - Guinee-Bissau
Deze lijst van voetbalinterlands is een overzicht van alle officiële voetbalwedstrijden tussen de nationale teams van Angola en Guinee-Bissau. De landen speelden tot op heden vijf keer tegen elkaar. De eerste ontmoeting was tijdens een vriendschappelijk toernooi in Sao Tomé (Sao Tomé en Principe) op 26 juli 1987. Het laatste duel, eveneens een vriendschappelijke wedstrijd, werd gespeeld op 26 maart 2022 in Rio Maior (Portugal).

## Wedstrijden
| № | Plaats    | Datum          | Competitie                   | Wedstrijd              | Uitslag |
| - | --------- | -------------- | ---------------------------- | ---------------------- | ------- |
| 1 | Sao Tomé  | 26 juli 1987   | Vriendschappelijk            | Angola − Guinee-Bissau | 0 − 0   |
| 2 | Luanda    | 9 oktober 2010 | Afrika Cup 2012 kwalificatie | Angola − Guinee-Bissau | 1 − 0   |
| 3 | Bissau    | 8 oktober 2011 | Afrika Cup 2012 kwalificatie | Guinee-Bissau − Angola | 0 − 2   |
| 4 | Penafiel  | 8 juni 2019    | Vriendschappelijk            | Angola − Guinee-Bissau | 2 − 0   |
| 5 | Rio Maior | 26 maart 2022  | Vriendschappelijk            | Angola − Guinee-Bissau | 3 − 2   |

## Samenvatting
| Competitie              | Totaal gespeeld | Winst Angola | Gelijk | Winst Guinee-Bissau | Doelsaldo Angola – Guinee-Bissau |
| ----------------------- | --------------- | ------------ | ------ | ------------------- | -------------------------------- |
| Afrika Cup-kwalificatie | 2               | 2            | 0      | 0                   | 3 − 0                            |
| Vriendschappelijk       | 3               | 2            | 1      | 0                   | 5 − 2                            |
| Totaal                  | 5               | 4            | 1      | 0                   | 8 − 2                            |

Wedstrijden bepaald door strafschoppen worden, in lijn met de FIFA, als een gelijkspel gerekend.
FAF · A-internationals · Bondscoaches · Statistieken · Angolees vrouwenelftal · Olympisch elftal · Angola U21 · Angola U20 · Angola U19 · Angola U18 · Angola U17
1980 – 1989 · 
1990 – 1999 · 
2000 – 2009 · 
2010 – 2019 ·
2020 − 2029
WK 2006
1977 · 
1978 · 1979 · 
1980 · 
1981 · 
1982 · 
1983 · 
1984 · 
1985 · 
1986 · 
1987 · 
1988 · 
1989 · 
1990 · 
1991 · 
1992 · 
1993 · 
1994 · 
1995 · 
1996 · 
1997 · 
1998 · 
1999 · 
2000 · 
2001 · 
2002 · 
2003 · 
2004 · 
2005 · 
2006 · 
2007 · 
2008 · 
2009 · 
2010 · 
2011 · 
2012 · 
2013 · 
2014 ·
2015 ·
2016 ·
2017 ·
2018 ·
2019 ·
2020 ·
2021 ·
2022 ·
2023 ·
2024
Algerije ·
Argentinië ·
Bahrein ·
Benin ·
Botswana ·
Burkina Faso ·
Burundi ·
Centraal-Afrikaanse Republiek ·
Comoren ·
Congo-Brazzaville ·
Congo-Kinshasa ·
Cuba ·
Egypte ·
Equatoriaal-Guinea ·
Eritrea ·
Estland ·
Ethiopië ·
Gabon ·
Gambia ·
Ghana ·
Guinee ·
Guinee-Bissau ·
Iran ·
Ivoorkust ·
Japan ·
Kaapverdië ·
Kameroen ·
Kenia ·
Lesotho ·
Letland ·
Liberia ·
Libië ·
Madagaskar ·
Malawi ·
Mali ·
Malta ·
Marokko ·
Mauritanië ·
Mauritius ·
Mexico ·
Mozambique ·
Namibië ·
Niger ·
Nigeria ·
Noord-Macedonië ·
Oeganda ·
Portugal ·
Rwanda ·
Sao Tomé en Principe ·
Saoedi-Arabië ·
Senegal ·
Seychellen ·
Sierra Leone ·
Soedan ·
Swaziland ·
Tanzania ·
Togo ·
Tsjaad ·
Tunesië ·
Turkije ·
Uruguay ·
Venezuela ·
Verenigde Arabische Emiraten ·
Zaïre ·
Zambia ·
Zimbabwe ·
Zuid-Afrika ·
Zuid-Korea
Iran (2006) ·
Mexico (2006) ·
Portugal (2006)
FFGB · 
Guinee-Bissaus vrouwenelftal
Interlands
Tegenstander:
Algerije ·
Angola ·
Benin ·
Botswana ·
Burkina Faso ·
Centraal-Afrikaanse Republiek ·
Congo-Brazzaville ·
Djibouti ·
Egypte ·
Equatoriaal-Guinea ·
Ethiopië ·
Gabon ·
Gambia ·
Ghana ·
Guinee ·
Ivoorkust ·
Kaapverdië ·
Kameroen ·
Kenia ·
Liberia ·
Mali ·
Marokko ·
Mauritanië ·
Mozambique ·
Namibië ·
Nigeria ·
Oeganda ·
Sao Tomé en Principe ·
Senegal ·
Sierra Leone ·
Soedan ·
Swaziland ·
Togo ·
Zambia ·
Zuid-Afrika